# Csekenye
Csekenye (Reghea), település Romániában, a Partiumban, Bihar megyében.

## Fekvése
Margittától északkeletre, Tasnádtól délnyugatra, Érszőllős és Tasnádbajom közt fekvő település.

## Nevének eredete
Neve magyar eredetű, a cseküszik, csekik – átgázol, átlábol szóból ered; a cseke – gázló vagy láboló hely; nem más az, mint csekély, sekély, vagyis sekélyes hely: vadum. Csekenyét egy hegyi patak mossa, melynek sekélyes medrén cseke, vagyis gázló vezetett át.

## Története
Csekenye egy hegyi patak partjain elterülő kicsiny helység, melynek az oklevelekben alig maradt nyoma.
Nevét 1797-ben egy összeírás alkalmával említették először, majd 1815-ben említette ismét oklevél Csekenye néven.
1797-ben a hadi segedelemhez való hozzájárulásra Csekenyéről a következőket írták össze: Főbb birtokos: gróf Gyulai József, kisebb birtokos: gróf Földvári Ferenc voltak.
1815. szeptember 7-én a csekenyei zsellérek arra kérték gróf Gyulai István és gróf Bethlen Ádámné prefectusait, hogy nyomorult sorsukra tekintettel, a vetőmag visszafizetését engedjék el.
A 20. század elején a helység görögkatolikus lakosai, akiknek templomuk nem volt, ünnepnapokon egy faállványon levő csengőt húztak meg s erre más községbe mentek misét hallgatni.
1890-ben 142 magyar, 3 német, 1 tót, 429 oláh, 15 egyéb nyelvű volt. Ebből 127 görögkatolikus, 8 görögkeleti ortodox, 2 református, 5 izraelita volt. A házak száma 32.
1910-ben 210 lakosából 12 magyar, 188 román volt. Ebből 184 görögkatolikus, 5 református, 4 görögkeleti ortodox volt.
A trianoni békeszerződés előtt Szilágy vármegye Tasnádi járásához tartozott.
Határrészeinek neve is magyar: Magyari-völgy, Kis-hegy, Cseres.